# Индустријска зона Барађано (Потенца)
Индустријска зона Барађано (итал. Zona Industriale Baragiano) је насеље у Италији у округу Потенца, региону Базиликата.
Према процени из 2011. у насељу је живело 1 становника. Насеље се налази на надморској висини од 344 м.